# Барбьянелло
Барбьянелло (итал. Barbianello) — коммуна в Италии, располагается в регионе Ломбардия, в провинции Павия.
Население составляет 849 человек (2008 г.), плотность населения составляет 72 чел./км². Занимает площадь 12 км². Почтовый индекс — 27041. Телефонный код — 0385.
Покровителем коммуны почитается святой Георгий, празднование 23 апреля.

## Демография
Динамика населения:

## Администрация коммуны
- Официальный сайт: